# Přístrojové potápění

Potápěč s přístrojem

Přístrojové potápění znamená pobyt a pohyb člověka pod hladinou vody s použitím nezávislého potápěčského dýchacího přístroje nebo s dodávkou dýchacího plynu a popřípadě tepla z hladiny. Podle druhu vykonávané činnosti rozlišujeme rekreační potápění nebo profesionální potápění.
V angličtině se používá termín scuba diving odvozen od zkratky SCUBA - Self Contained Underwater Breathing Apparatus (Nezávislý přístroj k dýchání pod vodou).